# 조디 린 오키프
조디 린 오키프(Jodi Lyn O'Keefe, 1978년 10월 10일 ~ )는 미국의 배우이다.

## 출연 작품
- 할로윈 H20